# Campionato nordamericano maschile under 21 di pallavolo 2016
Il Campionato nordamericano maschile under 21 di pallavolo 2016 si è svolto dal 5 al 10 luglio a Gatineau, in Canada: al torneo hanno partecipato sette squadre nazionali Under-21 nordamericane e la vittoria finale è andata per la terza volta agli Stati Uniti.

## Impianti
|                                                                           |  |  |
|                                                                           |  |  |
| Centre Sportif de Gatineau Città: Gatineau Capienza: - Anno d'apertura: - |  |  |

## Regolamento

### Formula
Le squadre hanno disputato una prima fase a gironi con formula del girone all'italiana; al termine della prima fase:
- Le prime due classificate di ogni girone hanno acceduto alla fase finale per il primo posto, strutturata in quarti di finale, a cui hanno partecipato solo le seconde e le terze classificate, semifinali, finale per il terzo posto e finale.
- Le due eliminate ai quarti di finale hanno acceduto alla finale per il quinto posto.
- La formazione sconfitta alla finale per il quinto posto e la quarta classificata alla fase a gironi hanno acceduto alla finale per il sesto posto.

### Criteri di classifica
Se il risultato finale è stato di 3-0 sono stati assegnati 5 punti alla squadra vincente e 0 a quella sconfitta, se il risultato finale è stato di 3-1 sono stati assegnati 4 punti alla squadra vincente e 1 a quella sconfitta, se il risultato finale è stato di 3-2 sono stati assegnati 3 punti alla squadra vincente e 2 a quella sconfitta.
L'ordine del posizionamento in classifica è stato definito in base a:
- Numero di partite vinte;
- Punti;
- Ratio dei set vinti/persi;
- Ratio dei punti realizzati/subiti;
- Risultati degli scontri diretti.

## Squadre partecipanti
| Squadra                   | Qualificazione      | Ultima partecipazione |
| ------------------------- | ------------------- | --------------------- |
| Barbados                  | -                   | El Salvador 2014      |
| Canada                    | Paese organizzatore | El Salvador 2014      |
| Cuba                      | -                   | El Salvador 2014      |
| Guatemala                 | -                   | Stati Uniti 2012      |
| Saint Vincent e Grenadine | -                   | Stati Uniti 2012      |
| Trinidad e Tobago         | -                   | Canada 2010           |
| Stati Uniti               | -                   | El Salvador 2014      |

## Torneo

### Fase a gironi
| Girone A                  | Girone B          |
| ------------------------- | ----------------- |
| Barbados                  | Canada            |
| Saint Vincent e Grenadine | Cuba              |
| Stati Uniti               | Guatemala         |
|                           | Trinidad e Tobago |

#### Girone A

##### Risultati
| 5 luglio 2016 Centre Sportif de Gatineau, Gatineau Durata: 1h:06 - Spettatori: 100 | Stati Uniti               | 3 - 0 | Barbados                  | 25-15, 25-15, 25-16 |
| 6 luglio 2016 Centre Sportif de Gatineau, Gatineau Durata: 1h:11 - Spettatori: 100 | Barbados                  | 3 - 0 | Saint Vincent e Grenadine | 25-23, 25-19, 25-17 |
| 7 luglio 2016 Centre Sportif de Gatineau, Gatineau Durata: 1h:00 - Spettatori: 100 | Saint Vincent e Grenadine | 0 - 3 | Stati Uniti               | 11-25, 12-25, 10-25 |

##### Classifica
| Pos | Squadra                   | Pt | G | V | P | SV  | SP  | Ratio | PF | PS | Ratio |
| --- | ------------------------- | -- | - | - | - | --- | --- | ----- | -- | -- | ----- |
| 1   | Stati Uniti               | 10 | 2 | 2 | 0 | 150 | 79  | 1.899 | 6  | 0  | MAX   |
| 2   | Barbados                  | 5  | 2 | 1 | 1 | 121 | 134 | 0.903 | 3  | 3  | 1.000 |
| 3   | Saint Vincent e Grenadine | 0  | 2 | 0 | 0 | 92  | 150 | 0.613 | 0  | 6  | 0.000 |

#### Girone B

##### Risultati
| 5 luglio 2016 Centre Sportif de Gatineau, Gatineau Durata: 1h:11 - Spettatori: 200 | Trinidad e Tobago | 0 - 3 | Canada            | 15-25, 6-25, 16-25  |
| 5 luglio 2016 Centre Sportif de Gatineau, Gatineau Durata: 1h:10 - Spettatori: 300 | Canada            | 3 - 0 | Guatemala         | 25-12, 25-18, 25-15 |
| 6 luglio 2016 Centre Sportif de Gatineau, Gatineau Durata: 1h:07 - Spettatori: 200 | Cuba              | 3 - 0 | Guatemala         | 25-17, 25-17, 25-10 |
| 6 luglio 2016 Centre Sportif de Gatineau, Gatineau Durata: 1h:13 - Spettatori: 500 | Canada            | 3 - 0 | Trinidad e Tobago | 25-19, 25-9, 25-18  |
| 7 luglio 2016 Centre Sportif de Gatineau, Gatineau Durata: 1h:14 - Spettatori: 200 | Guatemala         | 3 - 0 | Trinidad e Tobago | 25-21, 25-12, 25-17 |
| 7 luglio 2016 Centre Sportif de Gatineau, Gatineau Durata: 1h:13 - Spettatori: 350 | Canada            | 0 - 3 | Cuba              | 17-25, 18-25, 16-25 |

##### Classifica
| Pos | Squadra           | Pt | G | V | P | SV  | SP  | Ratio | PF | PS | Ratio |
| --- | ----------------- | -- | - | - | - | --- | --- | ----- | -- | -- | ----- |
| 1   | Cuba              | 15 | 3 | 3 | 0 | 225 | 132 | 1.705 | 9  | 0  | MAX   |
| 2   | Canada            | 10 | 3 | 2 | 1 | 201 | 166 | 1.211 | 6  | 3  | 2.000 |
| 3   | Guatemala         | 5  | 3 | 1 | 2 | 164 | 200 | 0.820 | 3  | 6  | 0.500 |
| 4   | Trinidad e Tobago | 0  | 3 | 0 | 3 | 133 | 225 | 0.591 | 0  | 9  | 0.000 |

### Fase finale
|  | Quarti                    | Quarti    |             |           | Semifinali         | Semifinali         |  |  | Finale 1º/2º posto | Finale 1º/2º posto |
|  |                           |           |             |           |                    |                    |  |  |                    |                    |
|  |                           |           |             |           |                    |                    |  |  |                    |                    |
|  |                           |           |             |           |                    |                    |  |  |                    |                    |
|  | -                         | -         |             |           |                    |                    |  |  |                    |                    |
|  | -                         | -         |             |           |                    |                    |  |  |                    |                    |
|  | -                         | -         |             |           |                    |                    |  |  |                    |                    |
|  | -                         | -         | Stati Uniti | 3         |                    |                    |  |  |                    |                    |
|  |                           |           | Stati Uniti | 3         |                    |                    |  |  |                    |                    |
|  |                           | Canada    | 0           |           |                    |                    |  |  |                    |                    |
|  | Canada                    | Canada    | 0           | 3         |                    |                    |  |  |                    |                    |
|  | Canada                    |           |             | 3         |                    |                    |  |  |                    |                    |
|  | Saint Vincent e Grenadine | 0         |             |           |                    |                    |  |  |                    |                    |
|  | Saint Vincent e Grenadine | 0         | Stati Uniti | 3         |                    |                    |  |  |                    |                    |
|  |                           |           | Stati Uniti | 3         |                    |                    |  |  |                    |                    |
|  |                           | Cuba      | 1           |           |                    |                    |  |  |                    |                    |
|  | -                         | Cuba      | 1           | -         |                    |                    |  |  |                    |                    |
|  | -                         |           |             | -         |                    |                    |  |  |                    |                    |
|  | -                         | -         |             |           |                    |                    |  |  |                    |                    |
|  | -                         | -         | Cuba        | 3         | Finale 3º/4º posto | Finale 3º/4º posto |  |  |                    |                    |
|  |                           |           | Cuba        | 3         | Finale 3º/4º posto | Finale 3º/4º posto |  |  |                    |                    |
|  |                           | Guatemala | 0           |           |                    |                    |  |  |                    |                    |
|  | Barbados                  | Guatemala | 0           | 1         | Canada             | 3                  |  |  |                    |                    |
|  | Barbados                  |           |             | 1         | Canada             | 3                  |  |  |                    |                    |
|  | Guatemala                 | 3         |             | Guatemala | 0                  |                    |  |  |                    |                    |
|  | Guatemala                 | 3         |             |           | 0                  |                    |  |  |                    |                    |
|  |                           |           |             |           |                    |                    |  |  |                    |                    |
|  |                           |           |             |           |                    |                    |  |  |                    |                    |

#### Quarti di finale
| 8 luglio 2016 Centre Sportif de Gatineau, Gatineau Durata: 1h:03 - Spettatori: 200 | Canada   | 3 - 0 | Saint Vincent e Grenadine | 25-13, 25-14, 25-10        |
| 8 luglio 2016 Centre Sportif de Gatineau, Gatineau Durata: 1h:50 - Spettatori: 200 | Barbados | 1 - 3 | Guatemala                 | 21-25, 25-19, 21-25, 23-25 |

#### Finale 5º posto
| 9 luglio 2016 Centre Sportif de Gatineau, Gatineau Durata: 1h:36 - Spettatori: 100 | Saint Vincent e Grenadine | 1 - 3 | Barbados | 17-25, 24-26, 25-23, 18-25 |

#### Semifinali
| 9 luglio 2016 Centre Sportif de Gatineau, Gatineau Durata: 1h:13 - Spettatori: 300 | Cuba        | 3 - 0 | Guatemala | 25-15, 25-15, 25-17 |
| 9 luglio 2016 Centre Sportif de Gatineau, Gatineau Durata: 1h:20 - Spettatori: 600 | Stati Uniti | 3 - 0 | Canada    | 25-9, 26-24, 25-21  |

#### Finale 6º posto
| 10 luglio 2016 Centre Sportif de Gatineau, Gatineau Durata: 1h:50 - Spettatori: 125 | Trinidad e Tobago | 1 - 3 | Saint Vincent e Grenadine | 26-24, 19-25, 19-25, 21-25 |

#### Finale 3º posto
| 10 luglio 2016 Centre Sportif de Gatineau, Gatineau Durata: 1h:09 - Spettatori: 500 | Guatemala | 0 - 3 | Canada | 13-25, 12-25, 19-25 |

#### Finale
| 10 luglio 2016 Centre Sportif de Gatineau, Gatineau Durata: 1h:51 - Spettatori: 500 | Cuba | 1 - 3 | Stati Uniti | 17-25, 27-29, 25-19, 22-25 |

## Classifica finale
| Pos     | Squadra                   | Rosa |
| ------- | ------------------------- | --- |
| Oro     | Stati Uniti               | Formazione: 2 Ensing, 4 Devilbiss, 5 Cole, 6 Huhmann, 9 Stadick, 10 Tuaniga, 12 Matautia, 13 Wexter, 17 Worsley, 18 Douglas, 19 Ewert, 20 Missry, CT: Hosack     |
| Argento | Cuba                      | Formazione: 1 Massó, 2 López, 4 Taboada, 6 Camejo, 10 Gutiérrez, 12 Herrera, 13 Romero, 15 Flores, 16 Alonso, 19 Salazar, CT: Cruz                               |
| Bronzo  | Canada                    | Formazione: 1 Risso, 2 Vernon-Evans, 4 Sani, 5 Loeppky, 7 Pereira, 9 Mawdsley, 10 Eshenko, 11 Gavlas, 13 Passalent, 14 Epp, 15 Kern, 16 Gyimah, CT: Brousseau    |
| 4       | Guatemala                 | Formazione: 1 Paz, 2 López, 3 Chacón, 4 Santa Cruz, 5 Flores, 6 Pineda, 7 Ruano, 8 Rodríguez, 9 Maldonado, 10 de los Ángeles, 11 Mendoza, 12 Quiñonez, CT: Lucas |
| 5       | Barbados                  | Formazione: 1 Jordan, 3 Cyrus, 4 Packer, 5 Niles, 7 Morris, 8 Stapleton, 9 Morris-Sealy, 11 Blades, 12 Bishop, 13 Mayers, 14 Callender, 16 Doughty, CT: Stuart   |
| 6       | Saint Vincent e Grenadine | Formazione: 1 Henry, 2 A. Franklyn, 3 Welcome, 4 Harvey, 5 Thomas, 6 L. Franklyn, 7 Caine, 8 Martin, 9 Quashie, 10 R. Franklyn, 11 Dublin, 12 Smart, CT: Andrews |
| 7       | Trinidad e Tobago         | Formazione: 2 Pounder, 3 Davidson, 5 Martin, 6 Nicholas, 7 Phillip, 8 Donald, 9 Wright, 11 Beckles, 12 Noriega, 14 Roberts, 17 Moore, 18 Stewart, CT: Dickson    |

|  | Qualificata al campionato mondiale 2017 |

## Premi individuali
| Premio                | Nome             | Squadra                   |
| --------------------- | ---------------- | ------------------------- |
| MVP                   | Joshua Tuaniga   | Stati Uniti               |
| Miglior realizzatore  | Erik Flores      | Guatemala                 |
| Miglior servizio      | Miguel Gutiérrez | Cuba                      |
| Miglior difesa        | Jordan Pereira   | Canada                    |
| Miglior ricevitore    | Jordan Pereira   | Canada                    |
| Miglior palleggiatore | Joshua Tuaniga   | Stati Uniti               |
| Miglior opposto       | Erik Flores      | Guatemala                 |
| Miglior schiacciatore | Jordan Ewert     | Stati Uniti               |
| Miglior schiacciatore | Miguel Gutiérrez | Cuba                      |
| Miglior centrale      | Marcus Thomas    | Saint Vincent e Grenadine |
| Miglior centrale      | Roamy Alonso     | Cuba                      |
| Miglior libero        | Jordan Pereira   | Canada                    |